# Chrysopa notulata
Chrysopa notulata är en insektsart som beskrevs av Banks 1937. Chrysopa notulata ingår i släktet Chrysopa och familjen guldögonsländor. Inga underarter finns listade i Catalogue of Life.